# マルタ・クビショヴァー
マルタ・クビショヴァー（Marta Kubišová, 1942年11月1日 - ）はチェコのチェスケー・ブジェヨヴィツェ出身の歌手。
1960年代から音楽活動を開始する。プラハの春およびワルシャワ条約機構軍による軍事侵攻があった1968年に、ズデニェック・リティーシュ(Zdeněk RYTÍŘ)作詞によるチェコ語でカヴァーしたビートルズの「Hey Jude」で知られる。

## ドキュメンタリー
NHK制作の「ヘイ ジュード　革命のシンボルになった名曲」（2000年）はプラハの春がソ連侵攻により終わらされた後、クビショヴァーとヘイ・ジュードが抵抗のシンボルになったことを辿ったドキュメンタリー。